# Raybass
Raybass (poznat i kao Rejbass) je srpski bend, najpoznatiji po učešću na Beoviziji 2018.

## Biografija
Raybass je sastav koji čine muzičari različitih profila, u kome svaki pojedinac svojim specifičnim izvođačkim, ali i ličnim karakteristikama, doprinosi pažljivo intoniranoj interpretaciji.
Bend je 2018. godine oformila Sofija Milutinović koja je i autor pesme "Umoran", radi što uspešnijeg isvođenja te pesme. Prijavili su se na konkurs i prošli su na Beoviziju. Pesmu "Umoran" su izvodili pod rednim brojem 15. Nakon glasanja žirija i publike, Raybass se našao među 6 izvođača koji su osvojili nula poena.

## Članovi
Predrag Obrović je srpski pevač. U grupi Raybass je bio bass vokal (glavni vokal).
Dragan Perović Rej rođen je u Užicama. On je srpski pevač, gitarista i slikar. U muziku je zvanično ušao kao gitarista KUD-a „Sevojno“. Sa folklorom je krstario Evropom, a usput je i komponovao. Za vreme rata u Jugoslaviji bio je u Holandiji gde je imao priliku da svira sa ženom Osame bin Ladena. Takođe slika i piše poeziju. Organizovao je oko 10 samostalnih izložbi na kojim je prikazao 200 svojih slika. U Raybassu je bio vokal narator.
Alan Tomić je srpski muzičar. U grupi Raybass je svirao violončelo.